# Historia del 900
Historia del 900  es una película de Argentina en blanco y negro dirigida por Hugo del Carril con Roberto Ratti como codirector, según el guion del propio Del Carril firmado con el seudónimo de Alejo Pacheco Ramos que se estrenó el 19 de mayo de 1949 y que tuvo como protagonistas a Hugo del Carril, Sabina Olmos, Santiago Arrieta, Guillermo Battaglia, Angelina Pagano y José Olarra. Fue la última película en la que trabajaron José Olarra y Angelina Pagano y la primera dirigida por Hugo del Carril.

## Sinopsis
Pablo Acosta (Roberto Lagos) es asesinado por los hombres del “Pardo” Márquez (Guillermo Battaglia), dueño de un reñidero, que ordenó su muerte para recuperar el dinero que Pablo le había ganado en una pelea de gallos. El hermano de Pablo, Julián Acosta (Hugo del Carril), regresa a la Ciudad de Buenos Aires a investigar la muerte de su hermano con la ayuda de Felipe Benavídez (Santiago Arrieta), un amigo de la familia. Rápidamente empiezan a sospechar del hombre correcto, y Julián comienza a seducir a la exnovia de Márquez, Rosa (Sara Guasch), para sacarle información.
Meses después, mientras continúa su investigación por el bajo mundo de Buenos Aires, Julián se reencuentra con la sobrina de Felipe y su amiga de la infancia, María Cristina (Sabina Olmos), con quien comienza una relación amorosa. Felipe logra que la familia de la muchacha acepte a Julián, a pesar de su vida sospechosa y los malos lugares que frecuenta. Rosa va perdiendo fe en su relación con Julián, a quien ama, mientras Márquez lo resiente cada vez más, y teme que Rosa le revele información comprometedora. Felipe, Julián y su empleado Domingo (Vicente Álvarez) frecuentan el reñidero, y luego de un primer intento fallido logran ganarle mucho dinero a Márquez en una pelea de gallos. Márquez los manda a matar, como había hecho con Pablo, pero interviene la policía y sobreviven.
Julián le propone matrimonio a María Cristina, y ella acepta. La madre de Julián, doña Encarnación (Angelina Pagano), celebra el compromiso pero obliga a Julián a abandonar su venganza por la muerte de su hermano. Márquez utiliza la noticia del compromiso para poner a Rosa en contra de Julián. Rosa contacta a María Cristina y la convence de que Julián no la ama y que la está engañando con ella. Márquez, por su parte, le revela a Julián que él mandó a matar a su hermano, y lo reta a un duelo a cuchillo. Julián intenta rechazarlo pero los hombres de Márquez lo rodean y fuerzan el combate, que Julián gana cortándole la mejilla a su oponente. Terminado el duelo, Márquez intenta apuñalar a Julián por la espalda de todos modos, y Julián se defiende, matándolo. Con la ayuda del Padre Francisco (Manuel Alcón), Felipe y Domingo esconden a Julián, ahora prófugo de la ley, en la iglesia del barrio.
Días después, María Cristina sigue indignada y doña Encarnación teme por su hijo, de quien lleva tiempo sin noticias. Felipe les cuenta lo ocurrido, y lleva a las mujeres a encontrarse con Julián. La película termina con Julián y María Cristina abrazándose en un plano general de la iglesia.

## Reparto
- Hugo del Carril	 ...	Julián Acosta
- Sabina Olmos	 ...	María Cristina
- Santiago Arrieta	 ...	Felipe Benavídez
- Guillermo Battaglia	 ...	'Pardo' Márquez
- Angelina Pagano	 ...    Doña Encarnación de Acosta
- José Olarra	 ...    Don Carlos
- Sara Guasch	 ...	Rosa
- Florindo Ferrario
- Paquita Garzón
- Ubaldo Martínez
- Alberto Contreras
- Leticia Scury
- Vicente Álvarez
- Joaquín Petrocino
- Franca Boni
- Manuel Alcón	 ...    Padre Francisco
- Lily del Carril
- Ricardo Land
- Alberto Berco  …Extra
- Pablo Cumo
- Joaquín Petrosino …El Dandy
- Domingo Garibotto

## Comentarios
Calki escribió que "a pesar de su esquemática factura, la narración mantiene su interés con la intercalación de canciones, bailes y peleas" y la crónica de Noticias Gráficas dijo:

"Hugo del Carril, en calidad de director del film, es toda una revelación. Conduce la acción de manera adecuada y convincente, logrando el matiz que corresponde a cada acción y poniéndose al servicio del argumento."

Por su parte César Maranghello opinó:

La película es sorprendente para un debutante... Desde Luis Saslavsky nadie había expresado sentimientos, concretado climas y soluciones visuales con tanto rigor y elegancia"